# Montceaux-lès-Meaux
Montceaux-lès-Meaux è un comune francese di 616 abitanti situato nel dipartimento di Senna e Marna nella regione dell'Île-de-France.
Fu nel castello del paese che il 28 settembre 1567 ebbe luogo la sorpresa di Meaux, un tentativo di rapimento di re Carlo IX, che con la madre Caterina de' Medici ivi risiedeva temporaneamente, ad opera delle truppe protestanti agli ordini di Luigi I di Borbone-Condé; il tentativo fallì, essendo Carlo IX e la madre Caterina riusciti a fuggire all'ultimo momento ed a rifugiarsi a Meaux, per poi rientrare a Parigi.

## Società

### Evoluzione demografica
Abitanti censiti